# Aneta Liberacka
Aneta Liberacka (ur. 30 grudnia 1974) – polska dziennikarka katolicka, publicystka, z wykształcenia matematyczka. Od 2012 redaktor naczelna portalu Stacja7.pl.

## Życiorys
Studiowała na Wydziale Matematyki i Informatyki Uniwersytetu Mikołaja Kopernika w Toruniu, gdzie w 1998 uzyskała tytuł magistra matematyki ze specjalnością matematyka stosowana. Kompetencje menedżerskie zdobywała prowadząc projekty w Polsce i innych krajach Europy, Ameryce Środkowej i krajach arabskich. Reprezentując firmę Comarch w latach 1998–2006, prowadziła m.in. w 2002 projekt wdrożenia systemu telekomunikacyjnego w obszarze cyfryzacji i automatyzacji procesów sprzedaży i obsługi klienta w Dubai Internet City.  
W 2007 z ramienia firmy SOLIDEX odpowiadała m.in. za projekt budowy największej  wówczas w Polsce szerokopasmowej sieci teleinformatycznej. W latach 2010–2017 pracowała jako kierownik projektów w Wydawnictwie Znak, gdzie w 2012 uruchomiła i prowadziła portal Stacja7.pl.

## Działalność zawodowa
Od grudnia 2012 jest redaktorką naczelną chrześcijańskiego portalu społecznościowo-informacyjnego Stacja7.pl. Wraz z zespołem portalu i dziennikarzami współpracującymi organizowała i prowadziła szkolenia dla koordynatorów mediów podczas Światowych Dni Młodzieży w Krakowie. Pełniła też funkcję kierownika produkcji teledysku do Hymnu ŚDM pt. “Błogosławieni Miłosierni”.
W 2013 wraz z mężem i zespołem Stacji7 stworzyła portal twojabiblia.pl. 
Aneta Liberacka od 2017 pełni funkcję Prezesa Fundacji Medialnej 7, działającej w ramach Archidiecezji Warszawskiej i będącej współwłaścicielem portalu Stacja7. Od 2024 jako prezeska Spółki Stacja7 sp. z o.o. zarządza całością firmy, w tym zespołami odpowiedzialnymi za portale, wydawnictwo, wdrożenia programistyczne, sklep internetowy oraz usługi.
Liberacka publikuje w portalu Stacja7 artykuły i felietony, które poruszają kwestie duchowości i życia społecznego, a także aktualnych wyzwań stojących przed Kościołem i rodzinami. Jest autorką cyklu pt. “Rozmowy z Janem Pawłem II”. Jako redaktor i publicystka bierze czynny udział w wydarzeniach religijnych, kulturalnych i społecznych o zasięgu ogólnopolskim. Angażuje się w multimedialne projekty edukacyjne i ewangelizacyjne, jest też pomysłodawczynią inicjatyw społecznych i kulturalnych, m.in. “Czas to miłość” , "Ojciec wolnych ludzi" ,“Małżeństwo tak/nie. W którą stronę?” oraz serii podcastów, np. “Sceny z życia ks. Jerzego Popiełuszki.
Jest autorką artykułów publikowanych w prasie ogólnopolskiej, m.in. na łamach Wszystko co najważniejsze, RMF24.pl, „Idziemy” oraz autorką cyklu audycji w Polskim Radiu. 

## Działalność wydawnicza
Równolegle z zarządzaniem portalem Stacja7, Aneta Liberacka prowadzi także Wydawnictwo Stacja7, które wydaje książki o tematyce religijnej, formacyjnej, biograficznej oraz społecznej. Od 2014 nakładem Wydawnictwa Stacja7 ukazało się kilkadziesiąt tytułów, wśród których są pozycje wyróżnione nagrodą Feniksa, przyznawaną przez Stowarzyszenie Wydawców Katolickich:
- Wilki Dwa. Męska przeprawa przez życie, Robert Friedrich, Adam Szustak (współpraca ze Społecznym Instytutem Wydawniczym „Znak”, 2014) / nagroda Feniks 2015: wyróżnienie w kategorii “Książka dla młodzieży”;
- Straszna książka, Adam Szustak OP (2018) / nagroda Feniks 2019: wyróżnienie w kategorii "Duchowość";
- Jutro Niedziela – Rok A, Przemysław Śliwiński, Marcin Kowalski (2019) / nagroda Feniks 2020: wyróżnienie w kategorii „Duchowość”;
- Męski modlitewnik (2021) / nagroda Feniks 2022: wyróżnienie w kategorii "Duchowość".

## Publikacje
- 30 scen z życia Maryi[15], Wielki foch. O (nie)dojrzałości kobiet[16] - pozycja napisana wspólnie z s. Anną Marią Pudełko i Iloną Kisiel,
- 37 scen z życia ks. Jerzego Popiełuszki (współautorka z Pawłem Kęską - napisała modlitwy do poszczególnych scen)[17],
- Modlitewnik dla dzieci (autorka rozważań różańcowych i drogi krzyżowej).

## Nagrody i wyróżnienia
W 2019 została nominowana do Nagrody Dziennikarskiej „Ślad” im. bp. Jana Chrapka za “ciekawe przedstawianie obrazu współczesnego Kościoła i tematyki religijnej w internecie i mediach społecznościowych oraz za komunikatywny i pozbawiony emocji język dyskusji o sprawach wiary”. 
W 2024 została laureatką nagrody “Człowiek Nowej Kultury” w kategorii “Nowa kultura w internecie”, przyznanej podczas Festiwalu Nowej Kultury przez Fundację MuzaDei.
Liberacka została w 2024 wyróżniona przez Metropolitę Warszawskiego kard. Kazimierza Nycza medalem „Za zasługi dla Archidiecezji Warszawskiej”, przyznawanym osobom świeckim, które w szczególny sposób angażują się w pracę na rzecz diecezji.
W 2024 kierowany przez nią portal Stacja7 otrzymał nominację w kategorii TOTUS TUUS medialny im. bp. Jana Chrapka, nagrody przyznawanej corocznie przez Fundację „Dzieło Nowego Tysiąclecia” dla docenienia dorobku i skutecznego promowania osób oraz instytucji, których działalność w sposób wybitny przyczynia się do podkreślenia wartości człowieka.

## Życie prywatne
Aneta Liberacka jest zamężna i ma czwórkę dorosłych dzieci.